# Erdbeben in Kaohsiung 2016
Das Erdbeben in Kaohsiung in Taiwan in der Republik China ereignete sich am 5. Februar 2016 um 20:57 Uhr mitteleuropäischer Zeit (UTC+1), entsprechend 03:57 Uhr UTC+8-Ortszeit (am 6. Februar). Das Epizentrum lag im Landesinneren an der Grenze der Stadtbezirke Meinong und Shanlin von Kaohsiung, etwa 48 Kilometer vom Zentrum der Hafenstadt Tainan entfernt, die die schwersten Schäden zu verzeichnen hatte. Mit dem offiziellen Ende der Suche wurden 116 Todesopfer verzeichnet. Obwohl mehrere Gebäude schwer beschädigt wurden, kamen bis auf zwei Fälle alle Todesopfer durch den Einsturz eines 16-stöckigen Wohnhochhauses in Tainan ums Leben.
Das Erdbeben ereignete sich in einem bekanntermaßen tektonisch unruhigen und erdbebengefährdeten Gebiet und hatte nach Angaben der United States Geological Survey (USGS) eine Stärke von 6,4 Mw auf der Momenten-Magnituden-Skala. Das Epizentrum lag laut USGS im Süden der Insel und in etwa 23 Kilometer Tiefe (nach Angaben des Zentralen Wetterbüro Taiwans in 16,7 Kilometer Tiefe), ungefähr 28 km nordöstlich von Pingtung, 46 km nordöstlich vom Zentrum von Kaohsiung und 48 km ostsüdöstlich vom Stadtzentrum von Tainan entfernt. Nach dem Hauptbeben kam es zu mehreren kleinen Nachbeben. Am Dienstag, den 9. Februar um 08:47 Uhr (Ortszeit) wurde zudem ein Erdbeben der Stärke 5,3 Mw in sechs Kilometern Tiefe im Seegebiet vor der osttaiwanischen Stadt Hualien verzeichnet.(23° 55′ 12″ N, 121° 46′ 12″ O)

## Folgen
In ersten Berichten war von schweren Zerstörungen vor allem in Tainan die Rede.
Dort stürzten mindestens acht Hochhäuser ein oder um, darunter das 16-stöckige Weiguan-Jinlong-Gebäude (‚Jinlong‘, 金龍 = „Goldener Drache“, )  im Stadtbezirk Yongkang (永康). Am Morgen danach gab es mindestens 14 Tote und 484 Verletzte. Durch das Erdbeben wurde die Wasserversorgung von 400.000 Haushalten unterbrochen. Stromausfälle betrafen ungefähr 121.000 Einwohner von Tainan und Hunderte in Kaohsiung. Aufgrund des Stromausfalls kam es zur vorübergehenden Einstellung der Hochgeschwindigkeits-Zugverbindungen. Schon kurz nach dem Ereignis wurden durch das taiwanische Innenministerium und den Bürgermeister von Tainan Notfallmaßnahmen ausgelöst. Armeeeinheiten wurden für die Bergungsmaßnahmen abgeordnet und sowohl Präsident Ma, als auch Premierminister Chang San-cheng begaben sich in das hauptsächlich betroffene Tainan.
In den ersten drei Tagen nach dem Unglück konnten 213 Personen lebend aus dem zerstörten Weiguan-Jinlong-Gebäude gerettet werden, von denen allerdings 38 auf dem Weg ins Krankenhaus verstarben. Zu den aus den Trümmern geborgenen Überlebenden gehörte nach 30 Stunden ein sechs Monate alter Säugling, der allerdings kurze Zeit später verstarb. Am Samstag, den 13. Februar 2016, gegen 15 Uhr Ortszeit wurde das letzte der angenommenen 116 Todesopfer geborgen. Die Suche wurde dann zunächst eingestellt, da alle vermissten Personen aufgefunden worden waren. Allerdings wurde ein weiteres Opfer noch am 18. Februar 2016 gefunden. Insgesamt wurden 290 Personen aus dem Weiguan-Jinlong-Gebäude geborgen. Nur zwei der 117 Todesopfer des Erdbebens kamen nicht aus dem Gebäude.

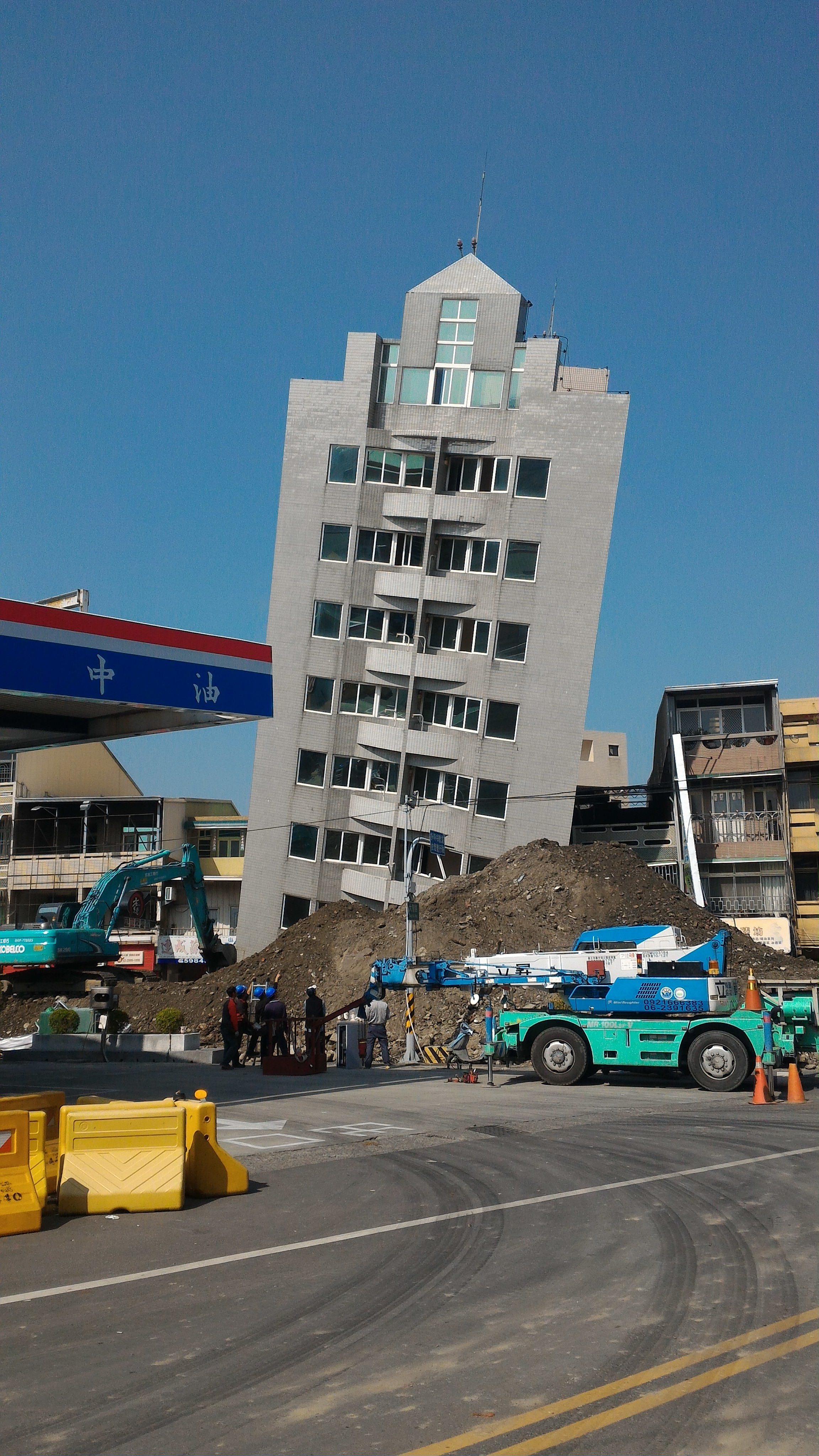
Gebäude der Jincheng-Bank in Xinhua (Tainan)
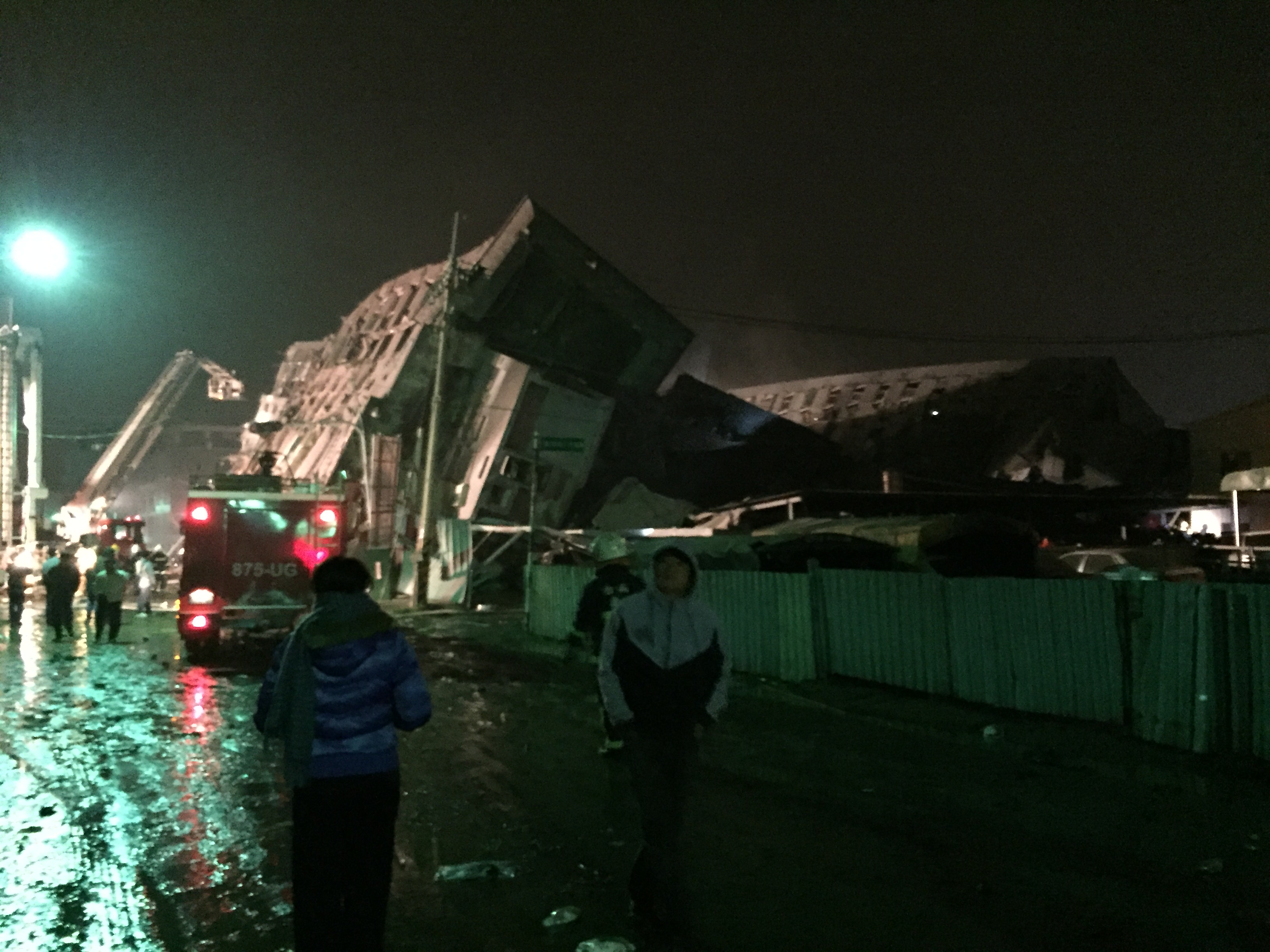
Nächtliche Bergungsarbeiten am Weiguan-Jinlong-Gebäude in Yongkang (Tainan)
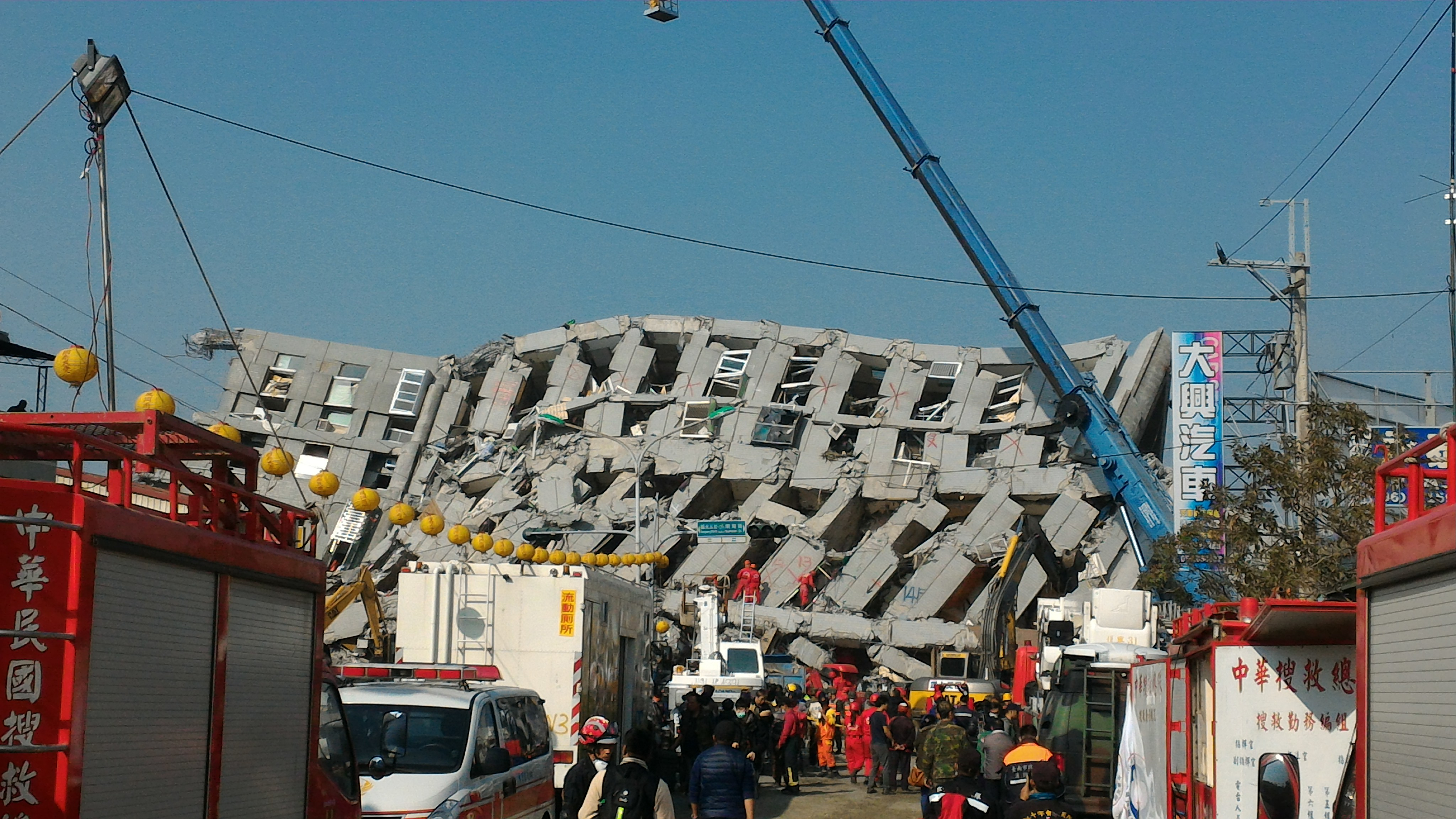
Der eingestürzte Weiguan-Jinlong-Wohnblock
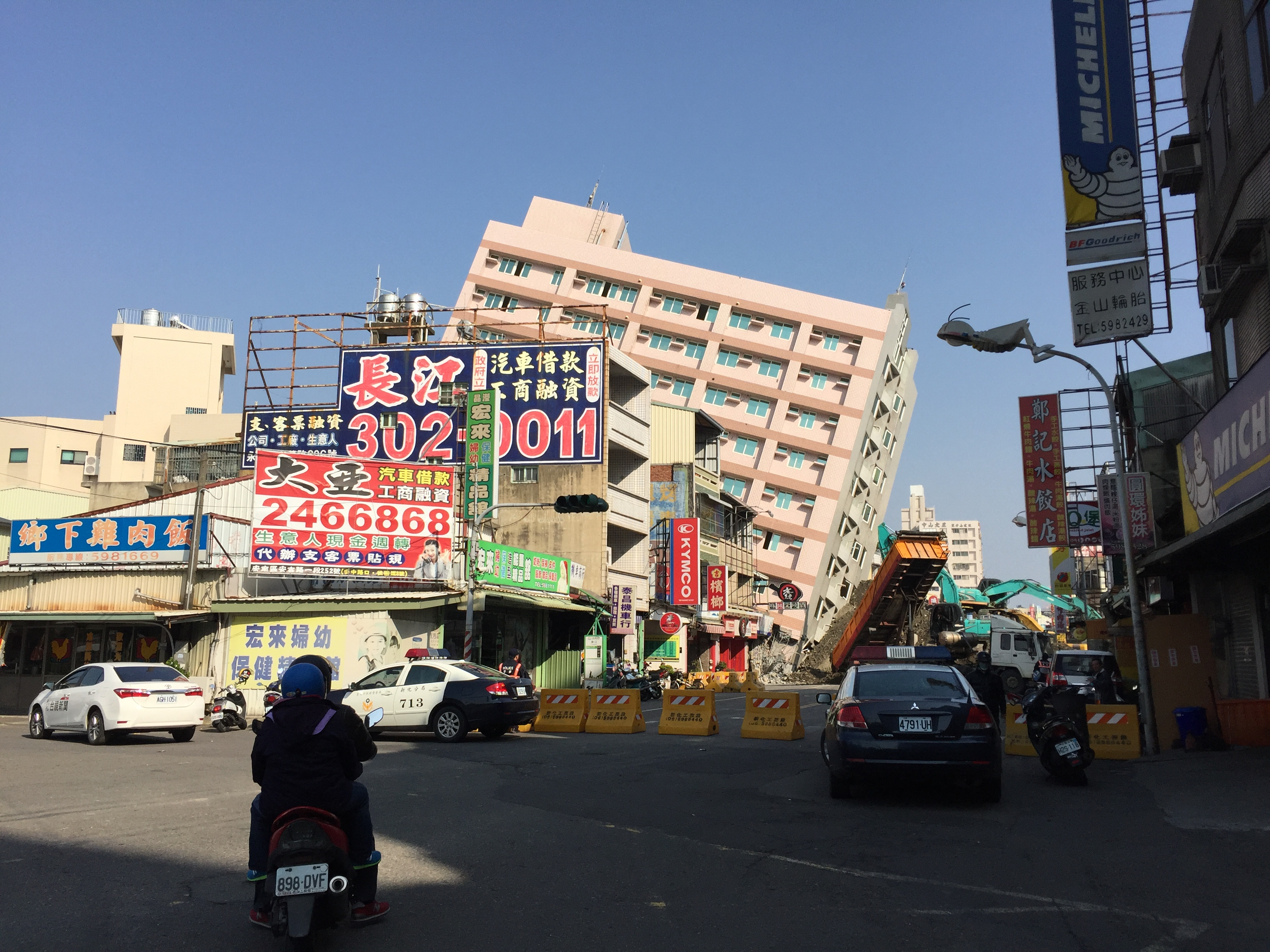
Weiteres Gebäude der Jincheng-Bank in Xinhua (Tainan)

Angesichts des Einsturzes verschiedener Gebäude begannen die taiwanischen Behörden mit Untersuchungen, ob Bauvorschriften hinsichtlich Erdbebensicherheit bei den eingestürzten Gebäuden missachtet worden waren. Bei den eingestürzten Gebäuden zeigte sich, dass manche Betonwände nicht in Massivbauweise ausgeführt waren, sondern Hohlräume aufwiesen, die zum Teil mit Styropor, Blechkanistern oder anderen Materialien ausgefüllt waren. Der Einbau von leeren Speiseölkanistern soll für den Einsturz dieses 20 Jahre alten Hauses verantwortlich sein. Dieses Vorgehen, das Baukosten spart, war bereits beim Jiji-Erdbeben von 1999 einer der Faktoren für die große Zahl der Toten. In diesem Zusammenhang wurden am 9. Februar 2016 drei frühere Führungspersonen der mittlerweile nicht mehr existierenden Baufirma Weiguan, die 1992–94 mit dem Bau des eingestürzten Weiguan-Jinlong-Gebäudes befasst gewesen war, verhaftet.
Eine Überprüfung von anderen Gebäuden durch die Behörden in Tainan ergab, dass in Folge des Erdbebens insgesamt 123 Gebäude als „gefährlich“, d. h. einsturzgefährdet und nicht mehr bewohnbar einzustufen waren. Sechs Gebäude davon waren so schwer beschädigt, dass sie sofort abgerissen werden sollten. Lai Qingde, der Bürgermeister der Stadt kündigte Hilfe für alle Betroffenen beim Wiederaufbau oder der Umsiedlung an.
Erdbeben sind in Taiwan häufig. Die letzten beiden größeren Erdbeben mit einer Stärke über 6,5 Mw waren das Hengchun-Erdbeben vor der Südküste Taiwans 2006 mit zwei Todesopfern und das Jiji-Erdbeben im Taiwanischen Zentralgebirge 1999 mit 2415 Toten.